# سازمان حمل و نقل و ترافیک تهران
سازمان حمل و نقل و ترافیک تهران یکی از سازمان‌های حوزه معاونت حمل و نقل و ترافیک، شهرداری تهران است. هم‌اکنون پوریا علیمردانی سرپرست مدیرعاملی این سازمان از ۱۱ شهریور ۱۴۰۳ است. حامد کرمانیون مشاور اجرایی طرح بازبینی محدوده ترافیک تهران را بر عهده داشته‌است که از جمله طرحهای پیاده شده در این سازمان طرح ترافیک در یک محدوده خاص است که از شهریور ۱۳۵۸ تابحال در نوزده مرحله به اجرا درآمده بود ولی از سال ۱۳۹۹ با توجه به بازبینی صورت پذیرفته مقرر گردید هر خودرویی به تعداد محدود در هر فصل حق ورود و خروج در ساعات طرح به محدوده را خواهد داشت و بیشتر از آن مشمول خرید طرح ترافیک گردد.

## تاریخچه
این سازمان دارای پنج معاونت و تعدادی واحد سازمانی است. هدف این سازمان در اساسنامه آن «برنامه‌ریزی، سیاست گذاری، طراحی، آموزش، نظارت و هماهنگی در امر حمل و نقل و ترافیک تهران بزرگ، جهت جابجایی ایمن، ارزان، سریع و راحت انسان و کالا» دکر شده‌است. این سازمان پیش از سال ۱۳۵۳ به نام دفتر فنی ترافیک در شهرداری مشغول به کار بود. در این سال اساسنامه آن در انجمن شهر تصویب شد و به نام فعلی نامگذاری شد.